# 彭秀模
彭秀模（1921年1月—），男，土家族，湖南永顺人。中国民族语言学家，知名于对土家语的研究，曾任吉首大学副教授。

## 生平
1921年生于永顺县和平乡盐井村。1940年考入湖南省立第九中学。1948年毕业于国立中央大学中国语言文学系。曾在湖南省立第八师范学校、保靖县中学任教。1956年调至湖南师范学院中文系，主持湖南省汉语方言普查工作，教授《古代汉语》课程。1962年被聘为湖南师范学院中文系古代汉语讲师。1964年借调至吉首大学中文系，教授《古代汉语》课程，1981年任吉首大学民族研究室主任。曾任湘西土家族苗族自治州人大常委会委员。1983年至1988年，任第六届全国政协常务委员。1985年任湖南省语言文字委员会顾问。
1983年，彭秀模和叶德书根据国务院颁布的创制民族文字的5条原则和土家语北部方言的语音系统，创制了《土家语拼音方案》，后综合一百三十多位语言学专家的修改意见，于1984年正式发表。

## 荣誉
- 国家语委“从事语言文字工作三十年”荣誉证书（1989年）
- 庆祝中华人民共和国成立70周年纪念章（2019年）[4]